# Canon Original RAW
Das Canon Original Raw-Format ist ein vom japanischen Unternehmen Canon entwickeltes Dateiformat, um ein Foto zu speichern. Das Dateiformat hat die Endungen .crw, .cr2 oder .cr3. Es ist im Gegensatz zum JPEG-Format, welches ebenfalls von Canon als Standard verwendet wird, verlustfrei.

## Funktionen und Vorteile
Ein RAW-Format hat die Eigenschaft, in dem Foto, welches fotografiert wurde, deutlich mehr Tonwerte für die Helligkeit als auch mehr Farbwerte als bei einem JPEG in einer Datei zu speichern. Auch der Weißabgleich kann in der Bildentwicklungssoftware in jede Farbtemperatur eingestellt werden, wohingegen er in einem JPEG auf den in der Kamera eingestellten Wert fixiert wird. Je nach Auflösung des Bildes schwankt die Größe einer Datei zwischen 20 und 50 MB, was etwa dem Zehnfachen einer JPEG Datei entspricht.
Ein RAW-Foto hat durch das Abgreifen und Speichern einer viel größeren Datenmenge den primären Vorteil, dass über- oder unterbelichtete Stellen im Foto verlustfrei(er) korrigiert werden können und grundsätzlich mehr Daten für Veränderungen vorhanden sind. Die Datei kann nicht von jedem Programm geöffnet werden. Um es in ein JPEG zu verwandeln ist spezielle Software (sog. RAW-Konverter) nötig, mit der Korrekturen und Bearbeitungen aller Art vorgenommen werden können und das Bild am Ende als JPEG exportiert werden kann. Beispiele für die Software sind Adobe Photoshop Lightroom, Canons hauseigene Canon Digital Photo Professional oder DxO PhotoLab, mit der die Bilder nachbearbeitet werden können. Das Canon Original RAW ist komplett verlustfrei. Diese Funktion unterstützen nur die EOS Digital Spiegelreflexkameras von Canon. Je nach Kamera, RAW-Version und Verschlussmodus liegt die Bittiefe bei 10, 12 oder 14 Bit.
Für Kameras, auf denen das Canon Hack Development Kit läuft, wird ebenfalls ein (nicht notwendigerweise identisch aufgebautes) Raw-Format angeboten.

## Versionen und Unterschiede
.crw Mit den ersten digitalen Spiegelreflexkameras von Canon, wie der EOS D30, D60 oder EOS 1D in den Jahren 2000 und 2002 wurde dieses Fotoformat neben dem JPEG eingeführt. Die Entwicklung dieses Formates erforderte eine eigene Software. Die Bilder werden im CIFF-Containerformat mit einer maximalen Bittiefe von 10 Bit pro Pixel gespeichert, was im Vergleich zum JPEG mit 8 Bit pro Pixel vier Mal so viele Farben sind. Konkret können mit dem RAW-Format .crw 1024 Farben pro Farbkanal gespeichert werden, bei einem JPEG sind es nur 256 Farben. Die möglichen Farben eines Pixels entsprechen gemäß der Bayer-Matrix immer der dreifachen Zahl eines Farbkanals.
.cr2 Dieses Format wurde im Jahre 2003 mit der Canon EOS 10D eingeführt. Der erstmals in einer DSLR verwendete DIGIC Prozessor ermöglicht die Aufnahme in 12 Bit RAWs und kann gegenüber dem Vorgänger .crw 2 Bit pro Pixel mehr speichern, was einen Anstieg der möglichen Farben um das Vierfache von 1024 auf 4096 pro Farbkanal entspricht. Das verwendete Containerformat ist das TIFF.
.cr3 Mit der Verwendung des neuen DIGIC-8 Prozessors in spiegellosen Kameras wie der EOS M50, oder der EOS R von Canon im Jahr 2018 wurde die nächste Version des Canon RAWs, .cr3, eingeführt. Dieses RAW-Format kann mit 14 Bit erneut zwei Bit pro Pixel mehr speichern als der Vorgänger .cr2. Die speicherbaren Farben steigen von 4096 pro Farbkanal auf 16.384 Tonwertabstufungen oder Farben. Dieses Format basiert auf dem ISO Base Media File Format, welches dem MP4 und MOV-File ähnelt.
Innerhalb des .cr3 Format wurde 2018 auch das C-RAW eingeführt, welches ein verlustbehaftetes RAW ist, und etwa 40 % kleinere Dateien erzeugt. Trotzdem bleibt die Bittiefe bei 14 Bit, ein RAW-Konverter ist auch bei diesem Format notwendig. Das C in C-RAW steht für „commpressed“ (dt. „komprimiert“) und nicht Canon, wie der Name suggeriert. Die Dateiendung ist auch bei C-RAW .cr3. C-RAW ist also nur eine kamerainterne Bezeichnung, die Unterschiede liegen in der Datei.
In einigen Kameramodellen vor der Einführung des C-RAWs 2018 ist es möglich .cr2 RAWs in abgestufter Auflösung zu speichern. Dies tragen Kameraintern den Namen M-RAW und S-RAW, welche sich im Namen der für Canon typischen Herabsetzung der Auflösung bei JPEGS bedienen. JPEGs in Canon Kameras kann man grundsätzlich in vier Auflösungen einstellen: L für die volle Auflösung, M1 für eine etwa halbierte Auflösung, S1 für rund ein Viertel der Auflösung des Sensors und S2 für eine erneute Verringerung der Auflösung. In diesen reduzierten Auflösungen werden RAWs verlustfrei gespeichert. Mit der Einführung des vollauflösenden C-RAWs wurden die Kamerainternen Formate M-RAW und S-RAW ersetzt.
Mit der Canon EOS 1DX Mark III wurde 2020 das HEIF Format eingeführt, welches einem JPEG ähnlich ist, jedoch aber 10 Bit anstatt der 8 Bit von JPEG speichern kann. Als bereits fertige Datei muss es nicht mehr mit einem RAW-Konverter umgewandelt werden. Jedoch können Stand 2025 noch nicht alle Geräte mit dem HEIF Format umgehen.
Seit der Einführung spiegelloser Kameras hat auch die Wahl des Kameraverschlusses einen Einfluss auf die Bittiefe. So speichern viele Kameras im mechanischen oder elektronischen 1. Verschlussvorhang die Bilder in 14-Bit RAWs, jedoch im elektronischen Verschluss nur in 12-Bit RAWs. Das hat den Hintergrund, dass Kameras im elektronischen Verschluss schnell Probleme mit verzehrten Bildern zeigen. Dabei ist die Auslesezeit meist zu lange um schnelle Bewegungen, selbst bei kurzen Verschlusszeiten, einzufrieren. Um das Problem zu minimieren, setzen Kamerahersteller im elektronischen Verschluss die Bittiefe von 14 auf 12 Bit herunter, um die Auslesezeit zu verschnellern. Seit sogenannte „stacked“ (dt.: „gestapelte“) Sensoren verwendet werden, ist die Auslesezeit deutlich verringert worden und so besteht nicht mehr unbedingt die Notwendigkeit für die Reduktion der Bittiefe. Die erste Vollformatkamera, welche im elektronischen Verschluss 14-Bit RAWs aufnehmen konnte, ist die Canon EOS R3. Weitere Kameras sind zum Beispiel die Canon EOS R1 und EOS R5 Mark II. Durch diese Gegebenheit werden zukünftige Modelle keinen mechanischen Verschluss mehr bekommen und somit in naher Zukunft alle höherklassigen Kameras 14-bit RAWs im elektronischen Verschluss aufnehmen, später dann auch irgendwann Einsteigermodelle.

## Weitere Entwicklung
Eine Aufnahme von 16 Bit RAWs ist derzeit in keiner Canon Kamera möglich. Diese Eigenschaft ist Stand 2025 den Mittelformatkameras von Hasselblad oder Fujifilm vorbehalten. Mit der Weiterentwicklung der Prozessoren, der Speichergeschwindigkeit und -größe könnte die Aufnahme von 16 Bit RAWs aber in den kommenden Jahren erst in den höherwertigen Kameras Einzug halten, später auch in den Einsteiger- und Semiprofessionellen Kameras. Ob dafür ein neues Rohdatenformat entwickelt wird, ist nicht sicher.